# Рандвере (Ляене-Сааре)
Ра́ндвере (ест. Randvere küla) — село в Естонії, у волості Ляене-Сааре повіту Сааремаа.

## Населення
Чисельність населення на 31 грудня 2011 року становила 11 осіб.

## Географія
Через село проходить дорога, що з'єднує автошляхи 101 (Тиллі — Мустьяла — Таґаранна) та 118 (Симера — Кярла — Удувере).

## Історія
До 12 грудня 2014 року село входило до складу волості Каарма.